# .30-378 Weatherby Magnum

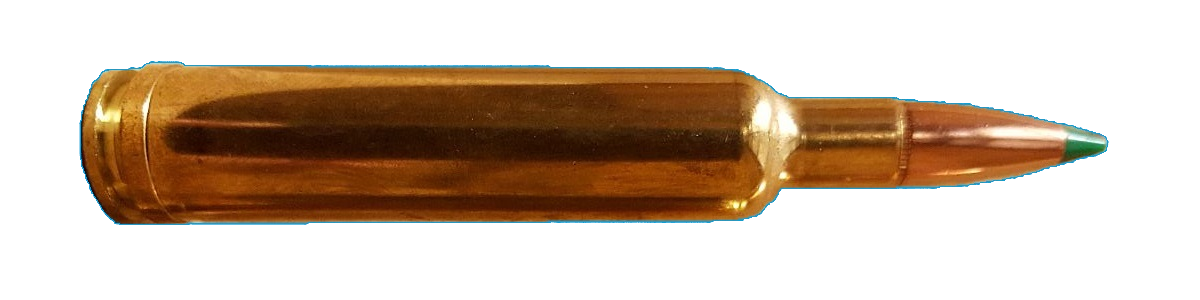
O .30-378 Weatherby Magnum

O .30-378 Weatherby Magnum é um cartucho de fogo central cinturado em forma de "garrafa". O cartucho foi desenvolvido para atender a um contrato militar do Exército dos EUA em 1959. Embora ainda não tenha sido divulgado ao público, o cartucho passou a estabelecer recordes mundiais de precisão, incluindo os primeiros dez disparos de 10X em 1.000 jardas (910 m) com apoio de bancada. É atualmente a munição de fábrica de calibre .30 de maior velocidade disponível.